# Pędrusiowate
Pędrusiowate (Apionidae) – rodzina chrząszczy z nadrodziny ryjkowców (Curculionoidea) lub podrodzina chrząszczy z rodziny Brentidae. Dawniej klasyfikowana jako podrodzina ryjkowcowatych z grupy Curculiones phanerognathi. Rozprzestrzenione są kosmopolitycznie.

## Opis
Wśród ryjkowców (Curculionidea) pędrusiowate wyróżniają się prostymi, nie załamanymi kolankowato, czułkami oraz bardzo długimi krętarzami odsuwającymi uda od bioder, tak że nie stykają się ze sobą w ogóle. Głowa mniej lub bardziej stożkowata, przedłużona w ryjek. Ryjek cienki, długi, cylindryczny, prosty lub zakrzywiony. Czułki osadzone po bokach ryjka, proste, zakończone wrzecionowatą buławką. Załamanie czułków występuje tylko u bardzo szczególnych gatunków i nieraz tylko u samców. Przedplecze cylindryczne. Tarczka mała, trójkątna. Pokrywy rozszerzające się ku tyłowi gdzie szeroko zaokrąglone, rzadziej cylindryczne lub owalne, zakrywają cały odwłok. Skrzydła tylne najczęściej normalnie rozwinięte. Ciało ciemno ubarwione, mniej lub bardziej owłosione, punktowane i pomarszczone.

## Biologia
Pędrusiowate są wyłącznie roślinożerne. Beznogie larwy przechodzą rozwój w owocach, pączkach kwiatowych, młodych pędach, liściach i korzeniach. Przeobrażenie następuje najczęściej w miejscu żerowania larwy. Dorosłe odżywiają się rośliną żywicielską larw, przy czym zjadają także gatunki najbardziej z nią spokrewnione.

## Systematyka
Według P. Boucharda i współpracowników podrodzinę pędrusiowatych dzieli się na 7 nadplemion. Uproszczony podział przedstawia się następująco:
- nadplemię: Apionitae Schönherr, 1823
  - plemię: Apionini Schönherr, 1823
    - podplemię: Apionini Schönherr, 1823
    - podplemię: Aplemonini Kissinger, 1968
    - podplemię: Aspidapiini Alonso-Zarazaga, 1990
    - podplemię: Catapiina Alonso-Zarazaga, 1990
    - podplemię: Ceratapiini Alonso-Zarazaga, 1990
    - podplemię: Exapiini Alonso-Zarazaga, 1990
    - podplemię: Ixapiini Alonso-Zarazaga, 1990
    - podplemię: Kalcapiini Alonso-Zarazaga, 1990
    - podplemię: Malvapiini Alonso-Zarazaga, 1990
    - podplemię: Metapiina Alonso-Zarazaga, 1990
    - podplemię: Oxystomatina Alonso-Zarazaga, 1990
    - podplemię: Piezotrachelina Voss, 1959
    - podplemię: Prototrichapiina Wanat, 1995
    - podplemię: Synapiina Alonso-Zarazaga, 1990
    - podplemię: Trichapiina Alonso-Zarazaga, 1990

  - plemię: Chilapiini Wanat, 2001
  - plemię: Noterapiini Kissinger, 2004
  - plemię: Podapiini Wanat, 2001
  - plemię: Rhinorhynchidiini Zimmerman, 1994
- nadplemię: Antliarhinitae Schönherr, 1823
- nadplemię: Cybebitae Lacordaire, 1863
- nadplemię: Mecolentitae Wanat, 2001
- nadplemię: Myrmacicelitae Zimmerman, 1994
  - plemię: Lispotheriini Wanat, 2001
  - plemię: Myrmacicelini Zimmerman, 1994
- nadplemię: Rhadinocybitae Alonso-Zarazaga, 1992
  - plemię: Notapionini Zimmerman, 1994
  - plemię: Rhadinocybini Alonso-Zarazaga, 1992
- nadplemię: Tanaitae Schönherr, 1839

## Fauna Polski
Niektóre gatunki występujące w Polsce:
- Apion (Helianthemapion) aciculare Germar, 1817b
- Apion (Ischnopterapion) aeneomicans Wencker, 1864
- Apion (Aspidapion) aeneum (Fabricius 1775)
- Apion (Cyanapion) aestimatum Faust 1891
- Apion (Cyanapion) aethiops Herbst, 1797
- Apion (Bothryorrhynchapion) afer Gyllenhal in Schönherr, 1833
- Apion (Perapion) affine Kirby, 1808
- Apion (Cyanapion) alcyoneum Germar, 1817b
- Apion (Ceratapion) alliariae Herbst, 1797
- Apion (Protapion) apricans Herbst, 1797
- Apion (Ceratapion) armatum Gerstaecker, 1854
- Apion (Protapion) assimile Kirby, 1808
- Apion (Pseudoprotapion) astragali (Paykull, 1800)
- Apion (Squamapion) atomarium Kirby, 1808
- Apion (Pirapion) atratulum Germar, 1817b
- Apion (Ceratapion) austriacum Wagner, 1904
- Apion (Pseudoperapion) brevirostre Herbst, 1797
- Apion (Omphalapion) buddebergi Bedel, 1887
- Apion (Ceratapion) carduorum Kirby, 1808
- Apion (Oxystoma) cerdo Gerstaecker, 1854